# دانشگاه واسط
دانشگاه واسط (به عربی: جامعة واسط) در سال ۲۰۰۳ در کوت استان واسط عراق پس از سرنگونی صدام تأسیس شد.